# Ashley (Familienname)
Ashley ist ein Familienname.

## Namensträger

### A
- Adam Ashley-Cooper (* 1984), australischer Rugby-Union-Spieler
- Aiden Ashley (* 1990), US-amerikanische Wrestlerin und Pornodarstellerin
- Anthony Ashley Cooper, 1. Earl of Shaftesbury (1621–1683), englischer Politiker
- Anthony Ashley Cooper, 2. Earl of Shaftesbury (1652–1699), englischer Politiker
- Anthony Ashley Cooper, 3. Earl of Shaftesbury (1671–1713), englischer Politiker, Philosoph und Schriftsteller
- Anthony Ashley-Cooper, 7. Earl of Shaftesbury (1801–1885), britischer Politiker und Philanthrop
- Anthony Ashley-Cooper, 8. Earl of Shaftesbury (1831–1886), britischer Politiker
- Anthony Ashley-Cooper, 9. Earl of Shaftesbury (1869–1961), britischer Brigadegeneral und Politiker
- April Ashley (1935–2021), britisches Model, Trans-Pionierin und Schauspielerin

### B
- Bernard Ashley (* 1935), britischer Kinderbuchautor
- Brooke Ashley (* 1973), US-amerikanische Pornodarstellerin und -kritikerin

### C
- Chester Ashley (1790–1848), US-amerikanischer Politiker
- Clarence Ashley (1895–1967), US-amerikanischer Country- und Folksänger
- Clifford W. Ashley (1881–1947), US-amerikanischer Seemann, Maler und Sachbuchautor

### D
- Delos R. Ashley (1828–1873), US-amerikanischer Politiker

### E
- Edward Ashley (eigentlich Edward Ashley-Cooper; 1904–2000), australischer Schauspieler
- Edwina Ashley (1901–1960), britische Ehefrau des Vizekönigs von Indien
- Elizabeth Ashley (eigentlich Elizabeth Ann Cole; * 1939), US-amerikanische Schauspielerin
- Evelyn Ashley (1836–1907), englischer Schriftsteller

### G
- Gail M. Ashley (* 1941), US-amerikanische Geologin

### H
- Helmuth Ashley (1919–2021), österreichischer Regisseur
- Henry Ashley (1778–1829), US-amerikanischer Jurist und Politiker

### I
- Ian Ashley (* 1947), britischer Rennfahrer

### J
- Jack Ashley, Baron Ashley of Stoke (1922–2012), britischer Politiker (Labour Party)
- James Mitchell Ashley (1824–1896), US-amerikanischer Politiker
- Jay Ashley (* 1971), US-amerikanischer Pornoregisseur, -darsteller
- Jessica Ashley (* 1992), US-amerikanische Sängerin und Songwriterin
- John Ashley (Pastor) (19. Jahrhundert), Clevedon, England, Gründer der Mission to Seafarers
- John Ashley (Eishockeyschiedsrichter) (1930–2008), kanadischer Eishockeyschiedsrichter
- John Ashley (Schauspieler) (1934–1997), US-amerikanischer Schauspieler und Sänger

### K
- Kaitlyn Ashley (* 1971), US-amerikanische Pornodarstellerin
- Karan Ashley (* 1975), US-amerikanische Schauspielerin
- Kat Ashley († 1565), Gouvernante und Hofdame am Hof von Königin Elisabeth I., siehe Katherine Champernowne
- Kathleen M. Ashley (* 1944), US-amerikanische Anglistin

### L
- Laura Ashley (1925–1985), walisische Designerin
- Lyn Ashley (* 1940), australische Schauspielerin

### M
- Mark Ashley (* 1973), deutscher Popsänger
- Maurice Ashley (Historiker) (1907–1994), britischer Journalist und Historiker
- Maurice Ashley (Schachspieler) (* 1966), US-amerikanischer Schachspieler
- Michael Ashley, australischer Astronom
- Mike Ashley (Autor) (* 1948), britischer Herausgeber und Fachautor im Bereich der Science-Fiction und Fantasy
- Mike Ashley (Bodybuilder) (* 1959), Bodybuilder
- Mike Ashley (Geschäftsmann) (* 1964), britischer Manager

### P
- Phyllida Ashley (1894–1975), US-amerikanische Pianistin

### R
- Rachel Ashley (* 1964), US-amerikanische Pornodarstellerin
- Ray Ashley (1911–1960), US-amerikanischer Schriftsteller, Drehbuchautor und Regisseur, siehe Raymond Abrashkin
- Robert Ashley (1930–2014), US-amerikanischer Komponist

### S
- Sam Ashley, US-amerikanischer Sänger und Performancekünstler
- Simone Ashley (* 1995), britische Schauspielerin

### T
- Teryn Ashley (* 1978), US-amerikanische Tennisspielerin
- Thomas Ashley (1923–2010), US-amerikanischer Politiker
- Tom Ashley (* 1984), neuseeländischer Segler

### U
- Uriah Ashley (1944–2020), panamaischer Geistlicher, römisch-katholischer Bischof

### W
- Whitney Ashley (* 1989), US-amerikanische Diskuswerferin
- William Ashley (Bobfahrer) (* 1989), kanadischer Bobfahrer
- William Henry Ashley (1778–1838), US-amerikanischer Pelzhändler, Unternehmer und Politiker
- William James Ashley (1860–1927), britischer Historiker